# Lutjanus cyanopterus
Lutjanus cyanopterus là một loài cá biển thuộc chi Lutjanus trong họ Cá hồng. Loài này được mô tả lần đầu tiên vào năm 1828.

## Từ nguyên
Từ định danh cyanopterus được ghép bởi hai âm tiết trong tiếng Hy Lạp cổ đại: kuáneos (κυάνεος; “xanh lam thẫm”) và pterón (πτερόν; “vây, cánh”), hàm ý đề cập đến màu xanh đen (thực ra là màu xám đen) ở vây lưng, vây hậu môn và vây đuôi của loài cá này.

## Phân bố và môi trường sống
L. cyanopterus có phân bố rộng rãi dọc Tây Đại Tây Dương, từ Bermuda và tỉnh Nova Scotia (Canada) dọc theo bờ đông Hoa Kỳ, băng qua khắp vịnh México và biển Caribe, dọc theo bờ biển Nam Mỹ đến bang Santa Catarina (Brasil). L. cyanopterus còn được ghi nhận tại Açores, cũng là ghi nhận đầu tiên của loài này ở vùng đông bắc Đại Tây Dương.
L. cyanopterus sống chủ yếu xung quanh rạn san hô và trên nền đáy đá khi trưởng thành, được tìm thấy ở độ sâu ít nhất là 85 m, thường sinh sống trong các thảm thực vật ở vùng nước nông khi còn là cá con, đôi khi là cả vùng rừng ngập mặn.

### Loài bị đe dọa
Do kích thước lớn nổi trội và tập tính sinh sản theo đàn có thể đoán trước được vào những thời điểm cụ thể trong năm, L. cyanopterus đã trở thành mục tiêu dẫn đến việc bị đánh bắt quá mức. Sự suy giảm quần thể sinh sản đã được báo cáo ở Cuba và Brasil, cũng như vài nơi khác. Do đó, L. cyanopterus được xếp vào nhóm Loài sắp nguy cấp.
Việc suy thoái rừng ngập mặn có thể ảnh hưởng đến môi trường sống của cá con loài này.

## Mô tả
Chiều dài cơ thể lớn nhất được ghi nhận ở L. cyanopterus là 160 cm, thường bắt gặp với chiều dài trung bình khoảng 90 cm, khiến chúng trở thành loài cá hồng có kích thước lớn nhất Đại Tây Dương. Cá thể nặng nhất tính đến hiện tại là 57 kg.
Lưng và hai bên thân trên có màu xám hơi phớt đỏ, đặc biệt là phần thân trước. Vây lưng và vây đuôi màu xám, vây hậu môn và vây bụng hơi đỏ, vây ngực trong mờ hoặc hơi xám. Cá con có nhiều vạch sọc nhạt ở hai bên thân.
Số gai ở vây lưng: 10; Số tia vây ở vây lưng: 14; Số gai ở vây hậu môn: 3; Số tia vây ở vây hậu môn: 7–8; Số tia vây ở vây ngực: 16–18; Số vảy đường bên: 45–47.

## Sinh thái

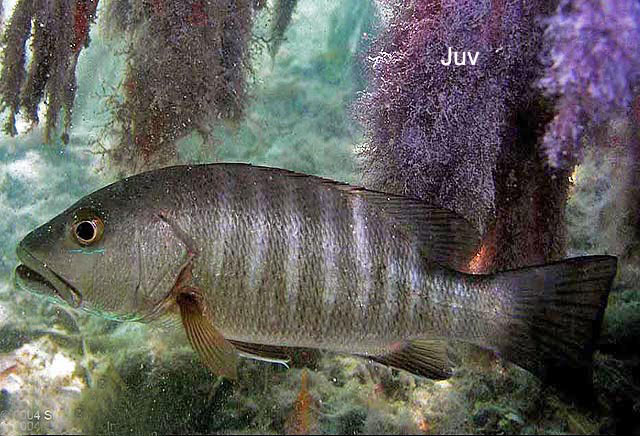
Cá con

### Thức ăn
Thức ăn của L. cyanopterus bao gồm cá nhỏ và giáp xác.

### Sinh sản
Ở ngoài khơi phía nam Florida, L. cyanopterus hợp đàn sinh sản vào tháng 6 và tháng 7. Qua quan sát ngoài khơi Belize, L. cyanopterus tập hợp lại để sinh sản trong suốt từ tháng 3 đến tháng 9, số lượng cá thể nhiều nhất là từ tháng 4 đến tháng 7 (4000 đến 10.000 cá thể), sinh sản đạt đỉnh điểm vào tháng 5.
Ở Cuba, L. cyanopterus sinh sản vào khoảng tháng 6 đến tháng 9, đạt đỉnh điểm vào tháng 7 và tháng 8. Đỉnh điểm sinh sản là khoảng tháng 5 đến tháng 8 ở phía nam Puerto Rico. Còn tại quần đảo Virgin thuộc Mỹ, L. cyanopterus đã bắt đầu hợp đàn từ tháng 2 và tiếp tục cho đến tháng 8, đỉnh điểm là vào tháng 5 (đàn lớn nhất).

### Tuổi thọ
Tuổi thọ lớn nhất mà L. cyanopterus được ghi nhận tính đến hiện tại lên đến 55 năm, thuộc về cá thể thu thập ở Đông Nam Hoa Kỳ. Ở nơi khác trong vịnh México thì L. cyanopterus được ghi nhận là 22 năm, còn ở Colombia thì loài này đạt đến 30 năm.

## Giá trị
L. cyanopterus là một loài quan trọng do kích thước to lớn của nó, đặc biệt là ở những khu vực mà chúng không nhiễm độc tố ciguatera. Loài này được khai thác làm cá thực phẩm ở Belize, Honduras, Jamaica, Cuba, Hoa Kỳ và Brazil. Tuy nhiên, những cá thể lớn thường có độc ciguatera ở Puerto Rico và quần đảo Virgin thuộc Mỹ nên hầu như không có hoạt động đánh bắt đối với cá trưởng thành ở đa phần Tiểu Antilles.